# Nihad Mujakić
Nihad Mujakić (Szarajevó, 1998. április 15. –) bosnyák korosztályos válogatott labdarúgó, a KV Kortrijk játékosaként kölcsönben a Hajduk Split csapatában szerepel.

## Pályafutása

### Klubcsapatokban
Az FK Sarajevo csapatában nevelkedett. 2016. július 31-én mutatkozott be az első csapatban az élvonalban a Zrinjski Mostar elleni mérkőzésen a ráadásban. 2017. december 2-án kezdőként végig a pályán volt a Borac Banja Luka ellen 3–0-ra megnyert bajnoki találkozón. 2018. Június 21-én meghosszabbították a szerződését 4 évvel. Július 12-én első gólját szerezte meg a klub színeiben az Európa-ligában az örmény Bananc Jerevan ellen. 2019 januárjában szerződtette a belga KV Kortrijk csapata, de a szezon hátralévő részére kölcsönben maradt a nevelőegyesületében. 2020 januárjában bejelentették, hogy hogy 2021 júniusának végéig a horvát Hajduk Split csapatába került kölcsönbe.

### A válogatottban
Pályára lépett a Bosznia-hercegovinai U19-es labdarúgó-válogatottban és az U21-es válogatottban.

## Statisztika
2021. március 13-i állapotnak megfelelően.
| Klub         | Szezon   | Bajnokság              | Bajnokság | Bajnokság | Kupa  | Kupa  | Nemzetközi | Nemzetközi | Összesen | Összesen |
| Klub         | Szezon   | Osztály                | Mérk.     | Gólok     | Mérk. | Gólok | Mérk.      | Gólok      | Mérk.    | Gólok    |
| ------------ | -------- | ---------------------- | --------- | --------- | ----- | ----- | ---------- | ---------- | -------- | -------- |
| Sarajevo     | 2016–17  | Bosnyák Premier League | 1         | 0         | 0     | 0     | –          | –          | 1        | 0        |
| Sarajevo     | 2017–18  | Bosnyák Premier League | 18        | 0         | 0     | 0     | 0          | 0          | 18       | 1        |
| Sarajevo     | 2018–19  | Bosnyák Premier League | 27        | 0         | 6     | 1     | 4          | 1          | 37       | 2        |
| Sarajevo     | Összesen | Összesen               | 46        | 0         | 6     | 1     | 4          | 1          | 56       | 2        |
| KV Kortrijk  | 2019–20  | Belga First Division A | 1         | 0         | 0     | 0     | –          | –          | 1        | 0        |
| KV Kortrijk  | Összesen | Összesen               | 1         | 0         | 0     | 0     | 0          | 0          | 1        | 0        |
| Hajduk Split | 2019–20  | 1. HNL                 | 9         | 0         | 0     | 0     | –          | –          | 9        | 0        |
| Hajduk Split | 2020–21  | 1. HNL                 | 12        | 0         | 1     | 0     | 2          | 0          | 15       | 0        |
| Hajduk Split | Összesen | Összesen               | 21        | 0         | 1     | 0     | 2          | 0          | 24       | 0        |
| Összesen     | Összesen | Összesen               | 68        | 0         | 8     | 1     | 6          | 1          | 82       | 2        |

## Sikerei, díjai
- Sarajevo
  - Bosnyák bajnokság: 2018–19
  - Bosnyák kupa: 2018–19

## További hivatkozások
- Nihad Mujakić adatlapja a Transfermarkt oldalán (angolul)
- Nihad Mujakić adatlapja a Soccerway oldalon (angolul)